# Ankylopteryx obliqua
Ankylopteryx obliqua är en insektsart som beskrevs av Banks 1924. Ankylopteryx obliqua ingår i släktet Ankylopteryx och familjen guldögonsländor. Inga underarter finns listade i Catalogue of Life.